# Rubczaki
Rubczaki – część wsi Międzyleś w Polsce, położona w województwie lubelskim, w powiecie bialskim, w gminie Tuczna.
W latach 1975–1998 Rubczaki administracyjnie należały do województwa bialskopodlaskiego.